# 성 재블린
성 재블린 (Saint Javelin), 또는 세인트 재블린은 FGM-148 재블린 대전차 미사일 등 러시아의 우크라이나 침공 중 사용된 현대 무기를 짊어진, 성자처럼 보이는 인물을 이콘 스타일로 그려낸 인터넷 밈이다. 이 밈은 2022년 러시아의 우크라이나 침공 중 크리스티안 보리스가 제작했고, 전 세계적으로 유명해지면서 다른 유사 밈으로도 이어졌다. 이 밈은 우크라이나군의 사기를 높이고 상업적으로도 사용되어, 우크라이나를 지원하는 인도주의적 자선 단체를 위해 백만 달러 이상을 모금하는 결과를 낳았다.

## 배경
성 재블린 밈은 우크라이나-폴란드-캐나다 언론인 크리스티안 보리스가 스티커용으로 만든 것이다. 스티커의 수익금은 우크라이나의 인도주의적 활동에 기부될 예정이었다. 성 재블린 밈은 러시아의 우크라이나 침공에 대한 저항의 상징으로 온라인에서 확산되었다.
크리스티안 보리스는 현재 토론토에 거주하고 있지만, 2014년 분쟁 초기 우크라이나에서 기자로 파견되었다. 그곳에 있는 동안 그는 여러 나라에서 프리랜서로 일했고, 특히 돈바스 전쟁 고아와 과부의 곤경에 마음이 동했다.

## 밈
밈 자체는 로켓 발사기를 품은 성모자상을 묘사한다. (일부 출처에서는 막달라 마리아 또는 키예프의 성 올가가 원본이라고 잘못 주장했다.) 판촉 광고에 그려진 성모 마리아는 전통적인 정통 이콘 스타일로 표현된다. 일반적인 성모자상에서 마리아는 종종 (항상 그런 것은 아니지만) 아기 예수를 팔에 안은 모습으로 묘사된다. 이 밈에서는 대신 대전차 무기를 껴안고 있다. 밈의 유머는 예수의 어머니 마리아와 현대 대전차 무기의 병치에 있다.
묘사된 무기는 미국산 FGM-148 재블린 대전차 무기로, 대다수가 기증받은 것으로 러시아 장갑차 대응 무기로서 우크라이나에서 활발히 사용되고 있다. 일반적으로 최근 미술에서는 마리아 등 예전의 종교적 인물이 스니커즈, 금도금된 AK-47 등 현대적인 물건을 든 비슷한 모습으로 묘사되었다.
그녀의 로브는 전통적인 색상이 아니라 전투복을 닮은 짙은 녹색이다. 그녀의 후광은 이전 버전에서 빨간색이었지만 나중에 우크라이나의 국가 색상인 파란색과 노란색으로 변경되었다. 이 밈은 우크라이나 저항의 상징이 될 정도로 많은 인기를 두었다.
디자인은 르비우에서 활동하는, 보리스가 고용한 우크라이나 그래픽 디자이너 예브게니 샬라쇼우 (Evgeniy Shalashov)가 제작했다. 이는 미국 예술가 크리스 쇼 (Chris Shaw)가 2012년에 그린 《마돈나 칼라시니코프》 (Madonna Kalashnikov)를 각색한 것이다. 크리스 쇼 자신은 "'성 재블린' 이미지가 밈으로 인터넷에 퍼지는 것을 보고 놀랐다"며 자신의 허락 없이 변경한 것이지만 자선 단체에 사용되었으니 결과는 좋았다고 언급했다.

## 비판

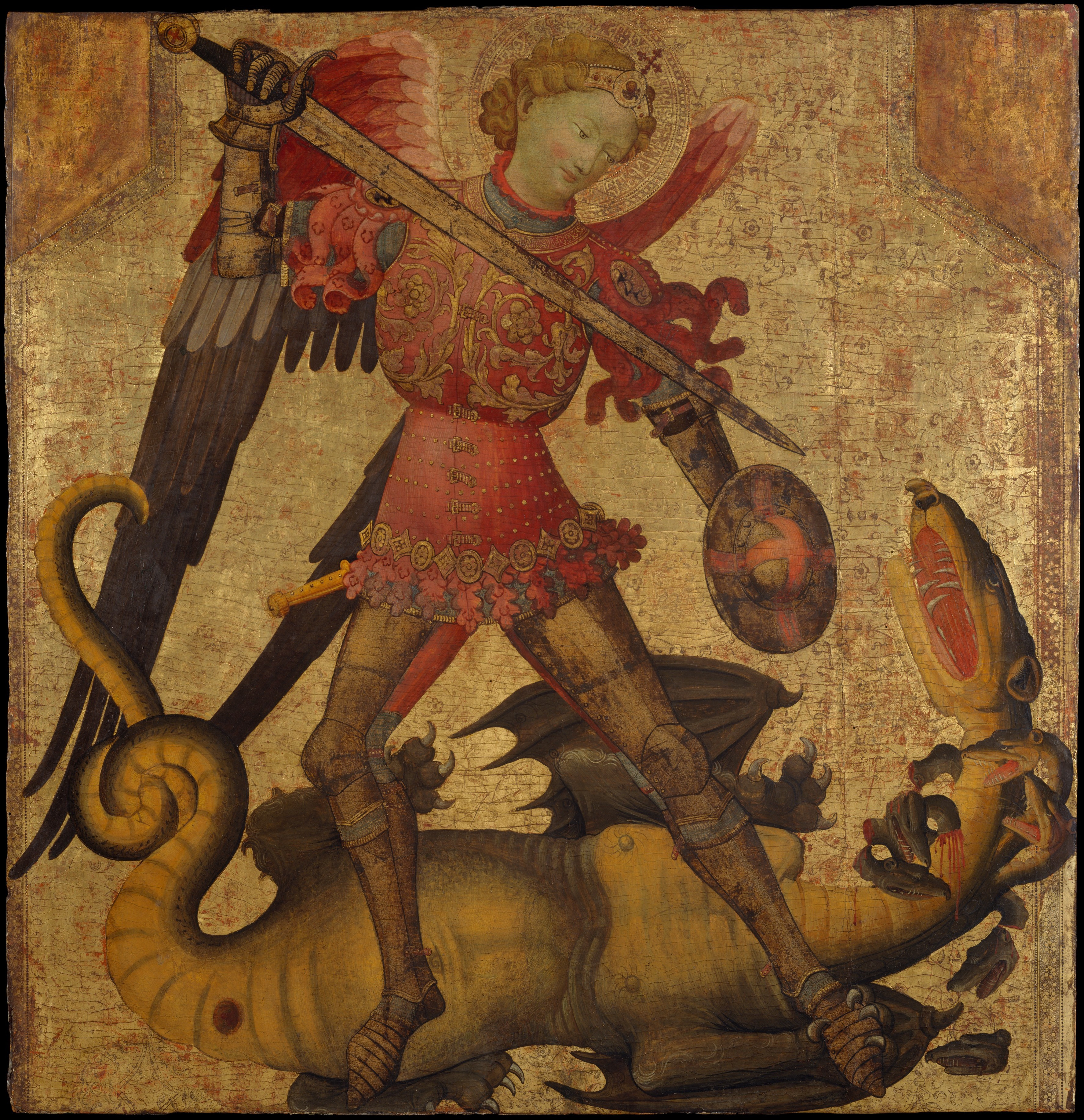
검을 든 성 미카엘 그림

전(全) 우크라이나 교회 협의회는 현대 전쟁 무기를 사용하는 성모 마리아풍 성자 이미지를 쓰는 것은 신성 모독이라고 비난했다. 이 비판은 키이우에서 그려진 성 재블린 벽화에 이후 성자 이콘의 후광이 더해지자 더욱 극명해졌다.

## 운동
크리스티안 보리스는 이전에 "Help Us Help"라는 우크라이나 자선 단체와 함께 일했으며 온라인에서 판매되는 성 재블린 스티커의 초기 수익금을 전쟁으로 피해를 입은 어린이와 고아를 돕기 위해 기부했다. 2022년 3월 기준 보리스는 '성 재블린' 브랜드를 상설 판매용으로 전환할 계획이며, 정직원을 고용하여 전쟁이 끝난 후에도 계속 지원할 수 있기를 희망한다고 밝혔다. 우크라이나 재건을 돕기 위해 보리스는 성 재블린 상품을 우크라이나에서 더 많이 생산하도록 노력했다. 우크라이나 사람들에게 일자리를 제공하고, 국가 재건 기금을 조성하려는 목적이었다.
이후 보리스는 스티커 외에도 품목을 확장하고, 성 재블린 브랜드에 다른 '성인'을 추가하여 러시아의 우크라이나 침공으로 피해를 받은 우크라이나인을 돕는 다른 인도주의적 활동에 더 많은 자금을 제공했다.

성 재블린 캠페인에 모인 돈은 1백만 달러를 상회했다.

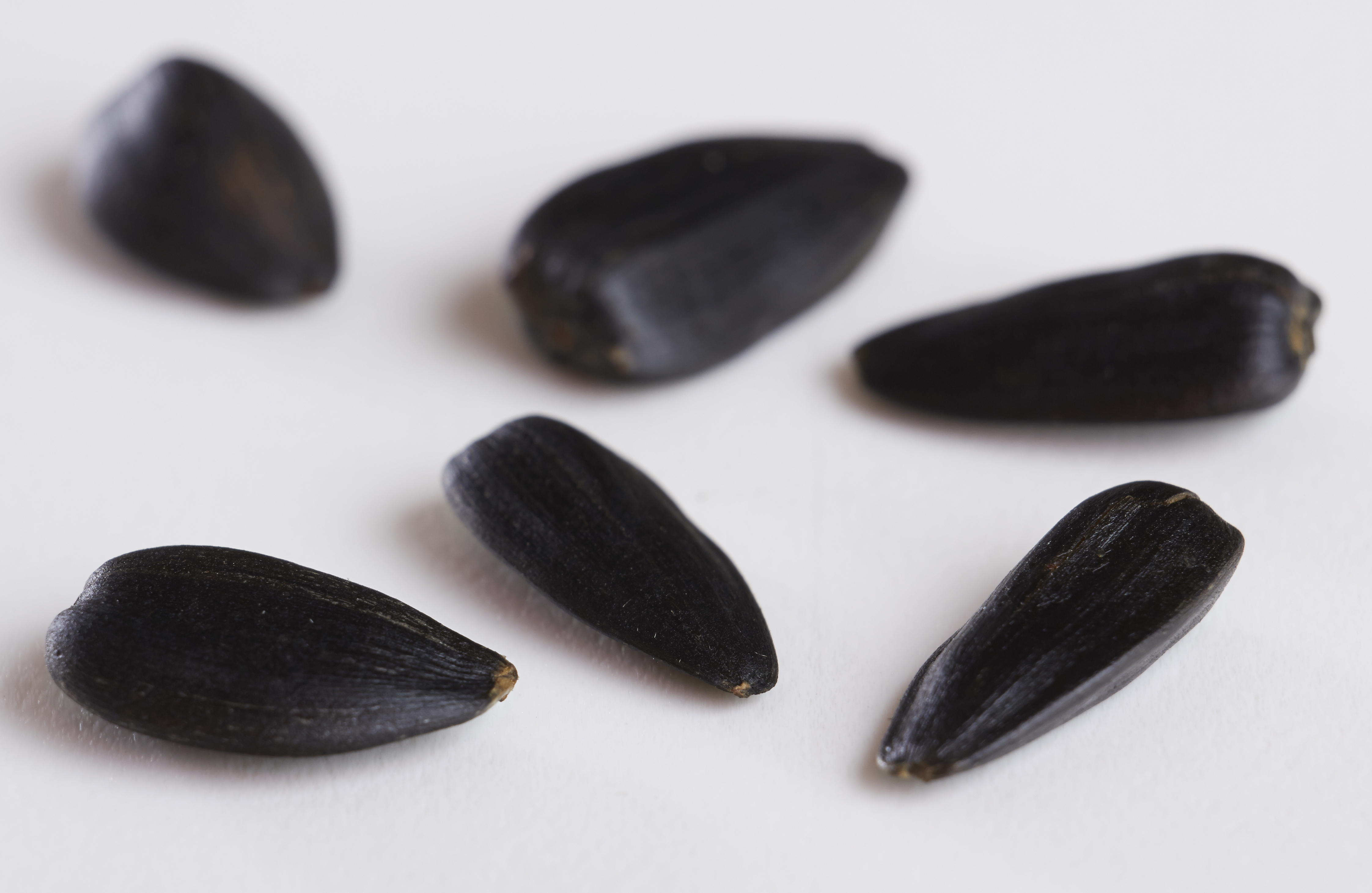
우크라이나 여성이 러시아 군인에게 건네 주었다는 해바라기 씨

크리스티안 보리스는 토트백부터 스웨트셔츠, 깃발, 스티커에 이르기까지 모든 이미지를 판매하는 성 재블린에 대해 "압도적"인 반응을 보인다며 매일 수천 건의 주문이 들어오고 있다고 말했다. 성 재블린 제품 판매로 인한 모든 수익은 우크라이나인을 지원하는 자선 단체에 전달된다. 일부 품목은 우크라이나의 특정 활동을 지원하는데 사용된다. 예를 들어, '무지개 컬렉션'의 일부로 판매되는 셔츠와 기타 품목은 성소수자 우크라이나인을 지원하기 위해 배정되었다.
성 재블린이 판매하는 다른 품목은 온라인에서 '저항의 밈'으로 여겨지는, 러시아의 우크라이나 침공 중 소문으로 전해지는 우크라이나인들의 저항 방식을 묘사한다. 여기에는 러시아 군인의 주머니에 해바라기씨를 넣고 "꽃은 우크라이나에 쓰러진 너희 시체 위에서 피어날 것"이라고 말했다는 한 여성 이야기와, 러시아 군함으로부터 항복을 권유받자 도리어 "러시아 군함, 가서 엿이나 처먹어라"라고 답한 즈미이니섬 수비대 이야기도 있다. 또한 우크라이나와 조지아 군단을 위한 기부금을 모으고 온라인 상의 러시아 선전과 허위 정보를 말살하는 NAFO 밈도 사용된다.

## 같이 보기
- 유물
- 성화 (기독교)
- 인민의 바이락타르
- NAFO (그룹)